# Verbena rugosa
Verbena rugosa là một loài thực vật có hoa trong họ Cỏ roi ngựa. Loài này được Mill. miêu tả khoa học đầu tiên năm 1768.